# Ministarstvo obrane Republike Hrvatske
Ministarstvo obrane Republike Hrvatske, središnje je tijelo državne uprave Republike Hrvatske zaduženo za poslove obrane.
Ministarstvo obrane obavlja poslove koji se odnose na: 
- planiranje razvitka sustava obrane, izradu i usklađivanje planova obrane i planova za druge izvanredne okolnosti;
- procjenu ratnih i drugih opasnosti;
- ustrojavanje, opremanje, naoružanje, razvitak i uporabu Hrvatske vojske, proizvodnju i promet naoružanja i vojne opreme;
- pričuve proizvoda s posebnom namjenom za potrebe obrane, upravljanje i raspolaganje imovinom koja mu je povjerena;
- sustav uzbunjivanja i obavješćivanja;
- sustav vojne izobrazbe te znanstvenoistraživački rad za potrebe obrane;
- planiranje i provedbu međunarodne vojne suradnje i poslova koji proizlaze iz preuzetih međunarodnih obveza Republike Hrvatske u području obrane
- mjere sigurnosti i zaštite tajnih podataka obrane
- planiranje i izradu mjera mobilizacije i pripravnosti, novačenje, popunu i mobilizaciju oružanih snaga
- sustav financiranja obrane;
- inspekcijske poslove obrane.

## Unutarnje ustrojstvo
Ministarstvo obrane ima sljedeće ustrojstvene jedinice:
- Kabinet ministra,
- Glavno tajništvo,
- Samostalni odjel za unutarnju reviziju,
- Samostalna služba za vojni zračni promet,
- Samostalna služba za odnose s javnošću i izdavaštvo,
- Samostalni sektor za javnu nabavu,
- Uprava za obrambenu politiku,
- Uprava za ljudske resurse,
- Uprava za materijalne resurse,
- Uprava za informacijske sustave, financije i proračun,
- Inspektorat obrane i
- Samostalni odjel za potporu Vojnom ordinarijatu u Republici Hrvatskoj.

U okviru Ministarstva ustrojen je i Glavni stožer Oružanih snaga Republike Hrvatske kao združeno tijelo Oružanih snaga nadležno za zapovijedanje, pripremu i uporabu Oružanih snaga Republike Hrvatske.
Vojna sigurnosno-obavještajna agencija je ustrojstvena jedinica Ministarstva za planiranje i provođenje potpore Ministarstvu i Oružanim snagama Republike Hrvatske za izvršenje zadaća obrane opstojnosti, suvereniteta, neovisnosti i teritorijalne cjelovitosti Republike Hrvatske.
Na čelu ministarstva je ministar obrane, a po potrebi mogu ga mijenjati zamjenik ministra i pomoćnici ministra, sukladno njegovoj Odluci.

## Ministar obrane
Ministar obrane je državni dužnosnik i član Vlade Republike Hrvatske, zadužen za resor obrane. Ministar obrane je čelnik Ministarstva obrane.
Ministar obrane, osim što kao čelnik tijela državne uprave ima određene upravne ovlasti, nalazi se i u lancu zapovijedanja Oružanim snaga RH. Zapovijedanje Oružanim snagama u miru, vrhovni zapovjednik ostvaruje preko ministra obrane u skladu s Ustavom i zakonom. Ministar obrane odgovara vrhovnom zapovjedniku za provedbu zapovijedi i izvješćuje ga o provedbi. Ako ministar obrane ne provodi zapovjedi vrhovnog zapovjednika, tada vrhovni zapovjenik izdaje zapovjedi izravno načelniku Glavnog stožera OSRH, te pismeno izvješćuje Vladu i Hrvatski sabor te nakon konzultacije s predsjednikom Vlade predlaže utvrđivanje odgovornosti ministra obrane. Ako Hrvatski sabor ne utvrdi odgovornost ministra obrane, vrhovni zapovjednik ostvaruje zapovijedanje Oružanim snagama preko ministra obrane. U vrijeme rata, vrhovni zapovjednik izdaje zapovjedi izravno načelniku Glavnog stožera OSRH, dok ministra obrane izvješćuje o izdanim zapovijedima.
Za obavljanje poslova iz djelokruga MORH-a ministar obrane donosi odluke, naredbe, naloge, smjernice, upute i propise.
Trenutno dužnost ministra obrane obnaša Ivan Anušić.

### Dosadašnji ministri obrane
Popis dosadašnjih ministara obrane Republike Hrvatske:
| ministar                                | početak obnašanja dužnosti | svršetak obnašanja dužnosti |
| --------------------------------------- | -------------------------- | --------------------------- |
| Petar Kriste (HDZ)                      | 31. svibnja 1990.          | 24. kolovoza 1990.          |
| Martin Špegelj (SDP)                    | 24. kolovoza 1990.         | 2. srpnja 1991.             |
| Šime Đodan (HDZ)                        | 2. srpnja 1991.            | 17. srpnja 1991.            |
| Luka Bebić (HDZ)                        | 31. srpnja 1991.           | 18. rujna 1991.             |
| Gojko Šušak (HDZ)                       | 18. rujna 1991.            | 3. svibnja 1998.            |
| Andrija Hebrang (HDZ)                   | 11. svibnja 1998.          | 12. listopada 1998.         |
| Pavao Miljavac (HDZ)                    | 14. listopada 1998.        | 27. siječnja 2000.          |
| Jozo Radoš (HSLS)                       | 28. siječnja 2000.         | 5. srpnja 2002.             |
| Željka Antunović (SDP)                  | 30. srpnja 2002.           | 23. prosinca 2003.          |
| Berislav Rončević (HDZ)                 | 23. prosinca 2003.         | 12. siječnja 2008.          |
| Branko Vukelić (HDZ)                    | 12. siječnja 2008.         | 29. prosinca 2010.          |
| Davor Božinović (HDZ)                   | 29. prosinca 2010.         | 23. prosinca 2011.          |
| Ante Kotromanović (SDP)                 | 23. prosinca 2011.         | 22. siječnja 2016.          |
| Josip Buljević (nezavisni, kasnije HDZ) | 22. siječnja 2016.         | 19. listopada 2016.         |
| Damir Krstičević (HDZ)                  | 19. listopada 2016.        | 14. svibnja 2020.           |
| Mario Banožić (HDZ)                     | 23. srpnja 2020.           | 11. studenoga 2023.         |

## Poveznice
- Vlada Republike Hrvatske
- Oružane snage Republike Hrvatske
- VSOA

## Vanjske poveznice
- Službene stranice Ministarstva obrane  Arhivirana inačica izvorne stranice od 8. prosinca 2010. (Wayback Machine)